# Piaskowa Zachodnia
Piaskowa Zachodnia – część wsi Pniówek w Polsce, położona w województwie lubelskim, w powiecie zamojskim, w gminie Zamość.
W latach 1975–1998 Piaskowa Zachodnia administracyjnie należała do województwa zamojskiego.